# Kondli
Kondli è una suddivisione dell'India, classificata come census town, di 27.983 abitanti, situata nel distretto di Delhi Est, nello territorio federato di Delhi. In base al numero di abitanti la città rientra nella classe III (da 20.000 a 49.999 persone).

## Geografia fisica
La città è situata a 28° 36' 53 N e 77° 19' 34 E
.

## Società

### Evoluzione demografica
Al censimento del 2001 la popolazione di Kondli assommava a 27.983 persone, delle quali 15.693 maschi e 12.290 femmine. I bambini di età inferiore o uguale ai sei anni assommavano a 4.810, dei quali 2.598 maschi e 2.212 femmine. Infine, coloro che erano in grado di saper almeno leggere e scrivere erano 20.090, dei quali 12.252 maschi e 7.838 femmine.